# 芦莺属
芦莺属雀形目蝗莺科的一个属，包含2种，分布于印度次大陆。该属已归入大尾莺亚科（Megalurinae）。
该属目前包含以下物种：
- 须草莺 (Schoenicola striatus)
- 阔尾芦莺 (Schoenicola platyurus)